# Apolodoro de Falero
Apolodoro de Falero (em grego:. Απολλόδωρος Φαληρεύς, Apollódōros Phalēreύs, ca 429 - quarto século AEC) foi um estudante ateniense e seguidor proeminente de Sócrates na Antiga Atenas. Ele foi frequentemente retratado na literatura socrática.

## Vida
A maior parte do que se sabe sobre a vida de Apolodoro vem de Platão, principalmente do Banquete. Aqui, Apolodoro se descreve como tendo a mesma idade do irmão de Platão, Glauco, colocando sua data de nascimento em torno de 429 AEC. Um residente do porto ateniense de Phaleron, ele teve sucesso financeiro antes de vir a seguir Sócrates junto com seu irmão Aiantodoro nos anos anteriores à morte do filósofo. Conforme descrito no Fédon de Platão, ele esteve presente na execução de Sócrates e depois disso permaneceu agressivamente leal aos ensinamentos de seu mestre. Platão e outros autores antigos o descrevem como um indivíduo emocionalmente volátil e simplório que, no entanto, contribuiu significativamente para popularizar os pontos de vista de Sócrates.
 

Apolodoro também aparece ou é mencionado em Apologia de Platão, Memoráveis e Apologia de Xenofonte, e numerosas fontes posteriores, incluindo Ateneu; Sobre a natureza dos deuses de Cicero; e Catão o Jovem de Plutarco. Os estudiosos geralmente assumem que o escultor chamado Apolodoro mencionado na História natural de Plínio, o Velho, é um indivíduo diferente.